# تذبذب عصبي

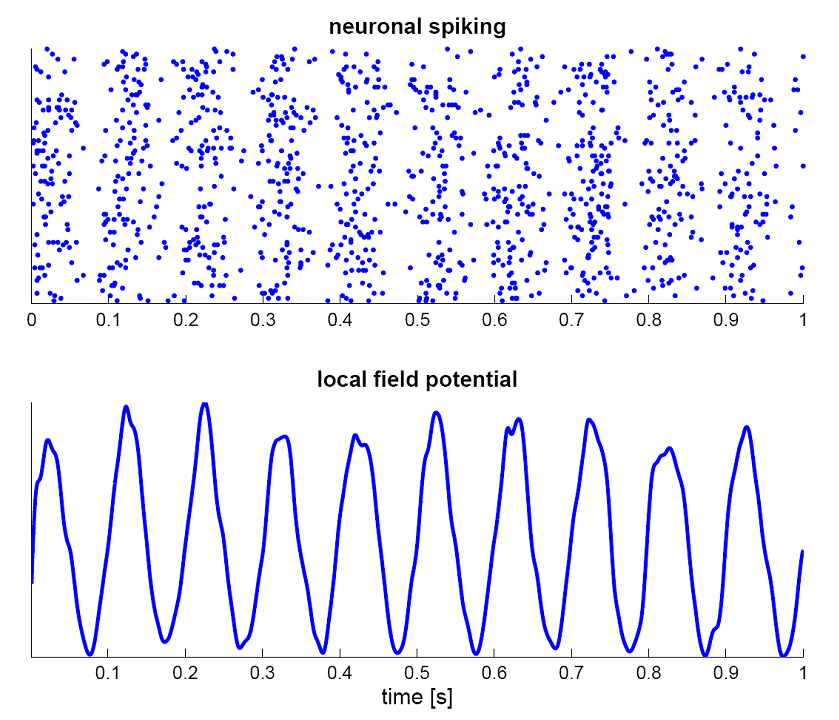
تذبذب عصبي جهده 10 هرتز

التذبذب العصبي (بالإنجليزية: Neural oscillation) هي أنماط إيقاعية أو متكررة للنشاط العصبي في الجهاز العصبي المركزي. يُمكن للنسيج العصبي توليد نشاط تذبذبي عبر آليات متعددة، سواء كانت نابعة من عمليات داخل الخلايا العصبية الفردية أو من تفاعلات بينها. على مستوى الخلايا الفردية، تظهر هذه التذبذبات إما كتقلبات في جهد الغشاء أو كأنماط إيقاعية لجهود الفعل، مما يؤدي بدوره إلى تنشيط تذبذبي للخلايا العصبية ما بعد المشبكية. عند النظر إلى مجموعات الخلايا العصبية، يُمكن للنشاط المتزامن لأعداد كبيرة منها أن يُنتج تذبذبات مرئية على مستوى واسع، مثل تلك التي تُلاحظ في التخطيط الكهربائي للدماغ. ينشأ النشاط التذبذبي في هذه المجموعات عادةً من اتصالات مرتدة بين الخلايا العصبية تؤدي إلى تزامن أنماط تفعيلها. قد تُنتج التفاعلات بين الخلايا العصبية تذبذبات بتردد يختلف عن تردد تفعيل الخلايا الفردية. من الأمثلة المعروفة على التذبذبات العصبية هو نشاط موجة ألفا.
التذبذبات العصبية لوحظت في البشر لأول مرة عام 1924 من قبل الباحث هانز برجر. بعد أكثر من 50 عامًا، اُكتُشف سلوك تذبذبي ذاتي في الخلايا العصبية للفقاريات، لكن دوره الوظيفي ما زال غير مفهوم بالكامل. تشمل الأدوار المحتملة لهذه التذبذبات عمليات ربط الميزات، وآليات نقل المعلومات، وإنتاج المخرجات الحركية الإيقاعية. خلال العقود الأخيرة، أتاحت التطورات في تقنيات تصوير الدماغ فهمًا أعمق لهذه الظواهر، ولا يزال مجال البحث الرئيسي في علم الأعصاب يركز على تحديد آليات توليد التذبذبات وأدوارها الوظيفية. يُلاحَظ النشاط التذبذبي في الدماغ عبر مستويات تنظيمية متعددة، ويُعتقد أنه يلعب دورًا محوريًا في معالجة المعلومات العصبية. بينما تدعم العديد من الدراسات التجريبية الأدوار الوظيفية لهذه التذبذبات، إلا أن التفسير الموحد لآليات عملها لا يزال غائبًا.

## الوظيفة
يمكن تعديل التزامن العصبي من خلال قيود المهام، مثل الانتباه، ويُعتقد أنه يلعب دورًا في ربط الميزات، والتواصل بين الخلايا العصبية، والتنسيق الحركي. أصبحت التذبذبات العصبية موضوعًا رئيسيًا في علم الأعصاب خلال تسعينيات القرن العشرين، عندما أظهرت دراسات النظام البصري للدماغ من قبل غراي وسينجر وآخرين دعمًا لفرضية الربط العصبي. وفقًا لهذه الفكرة، تقوم التذبذبات المتزامنة في التجمعات العصبية بربط الخلايا التي تمثل ميزات مختلفة لجسم ما. على سبيل المثال، عندما ينظر شخص إلى شجرة، فإن الخلايا العصبية في القشرة البصرية التي تمثل جذع الشجرة وتلك التي تمثل فروعها تتذبذب بتزامن لتشكيل تمثيل واحد للشجرة. تُلاحَظ هذه الظاهرة بشكل أفضل في الجهود الحقلية الموضعية التي تعكس النشاط المتزامن لمجموعات عصبية محلية، ولكنها وُثِّقت أيضًا في تسجيلات تخطيط أمواج الدماغ (إي إي جي) وتصوير الدماغ المغناطيسي (إم إي جي)، مما يوفر أدلة متزايدة على علاقة وثيقة بين النشاط التذبذبي المتزامن ومجموعة من الوظائف الإدراكية مثل التجميع الإدراكي والتحكم الانتباهي من الأعلى إلى الأسفل.

### منظم ضربات القلب
تستطيع الخلايا في العقدة الجيبية الأذينية، الواقعة في الأذين الأيمن للقلب، إزالة الاستقطاب تلقائيًا بمعدل يقارب 100 مرة في الدقيقة. رغم أن جميع خلايا القلب لديها القدرة على توليد جهود فعل تُحفز انقباض القلب، إلا أن العقدة الجيبية الأذينية تبدأ هذه العملية في الحالة الطبيعية، وذلك ببساطة لأنها تولد النبضات بسرعة تفوق قليلًا المناطق الأخرى. وبالتالي، تولد هذه الخلايا نظم الجيوب الطبيعي وتُسمى «خلايا منظم الضربات» لأنها تتحكم مباشرةً في معدل ضربات القلب. في غياب التحكم العصبي والهرموني الخارجي، ستستمر خلايا العقدة الجيبية الأذينية في إطلاق النبضات بإيقاع منتظم. تُعصَّب العقدة الجيبية الأذينية بكثافة من قبل الجهاز العصبي الذاتي، الذي يزيد أو يقلل من التردد التلقائي لإطلاق النبضات في خلايا منظم الضربات.

### مُولِّد النماذج المركزي
يشكل التفريغ المتزامن للخلايا العصبية أساس الأوامر الحركية الدورية للحركات الإيقاعية. تُنتَج هذه المخرجات الإيقاعية بواسطة مجموعة من الخلايا العصبية المتفاعلة التي تشكل شبكةً تُدعى «مُولِّدات النماذج المركزية». تُعد هذه المولدات دوائر عصبية قادرة عند تنشيطها على إنتاج أنماط حركية إيقاعية دون الحاجة إلى مدخلات حسية أو تنازلية تحمل معلومات توقيت محددة. من الأمثلة عليها: المشي، التنفس، والسباحة. تأتي معظم الأدلة على وجود مُولِّدات النماذج المركزية من الحيوانات الأقل تطورًا مثل سمك الجلكي، لكن هناك أيضًا أدلة على وجودها في الحبل الشوكي للإنسان.

### معالجة المعلومات
يُعتبر التحسك العصبوني عمومًا الأساس لنقل المعلومات في الدماغ. ولكي يتم هذا النقل، يجب تشفير المعلومات على نمط حَسكَات عصبية. وُضعت أنواع مختلفة من أنظمة التشفير المقترحة، مثل «التشفير المُعدلي» و«التشفير الزمني». قد تُنشئ التذبذبات العصبية فترات زمنية دورية يكون فيها للحسكات الواردة تأثير أكبر على الخلايا العصبية، مما يوفر آليةً لفك تشفير الرموز الزمنية.

### فك التشفير الزمني
تؤدي المذبذبات الجوهرية أحادية الخلية دورًا مهمًا في فك تشفير المعلومات الحسية المشفرة زمنيًا، والتي يتم ترميزها عبر الفترات بين الحسكات العصبية. تعمل هذه المذبذبات بشكل يشبه «المساطر الزمنية» لقياس هذه الفترات بدقة. أحد الآليات البارزة لتحقيق ذلك هو نظام الحلقة مقفلة الطور العصبية (إن بي إل إل)، حيث تخضع المذبذبات القشرية لتعديلات تتأثر بمعدلات تفعيل «كاشفات الطور» المهادية القشرية، والتي تقيس بدورها التفاوت بين الدورية القشرية والدورية الحسية.

### الإدراك
قد يخدم تزامن التفريغ العصبي كآلية لتجميع الخلايا العصبية المتباعدة مكانيًا والتي تستجيب للمنبه نفسه، وذلك لربط هذه الاستجابات للمعالجة المشتركة اللاحقة، أي استغلال التزامن الزمني لتشفير العلاقات. طُرحت في البداية صيغ نظرية بحتة حول «فرضية الربط بالتزامن»، لكن لاحقًا وُثِّقت أدلة تجريبية واسعة تدعم الدور المحتمل للتزامن كشكل من أشكال الترميز العلائقي.
أُثبِتَ الدور الرئيسي للنشاط التذبذبي المتزامن في الدماغ عبر تجارب أُجريت على قطط مستيقظة زُرِعَت فيها أقطاب متعددة في القشرة البصرية. أظهرت هذه التجارب أن مجموعات من الخلايا العصبية المتباعدة مكانيًا تشارك في نشاط تذبذبي متزامن عند تنشيطها بمحفزات بصرية. بلغ تردد هذه التذبذبات حوالي 40 هرتز، واختلف عن التنشيط الدوري الناتج عن المحفزات الشبكية، مما يشير إلى أن التذبذبات وتزامنها ناتجان عن تفاعلات عصبية داخلية. أظهرت نتائج مماثلة في نفس الفترة مجموعة الباحث إيكهورن، مُقدِّمة دليلًا إضافيًا على الدور الوظيفي للتزامن العصبي في عمليات ربط الميزات. منذ ذلك الحين، كررت دراسات عديدة هذه النتائج ووسعتها لتشمل تقنيات مختلفة مثل تخطيط أمواج الدماغ، مقدمةً أدلة واسعة على الدور الوظيفي لتذبذبات غاما في الإدراك البصري.
أظهر جيل لوران وزملاؤه أن التزامن التذبذبي يلعب دورًا وظيفيًا مهمًا في تمييز الروائح. يؤدي إدراك روائح مختلفة إلى تفعيل مجموعات فرعية من الخلايا العصبية خلال دورات تذبذبية متباينة. يمكن تعطيل هذه التذبذبات باستخدام البيكروتوكسين (مثبط غابا)، ويتسبب هذا التعطيل في ضعف القدرة على التمييز السلوكي بين الروائح الكيميائية المتشابهة لدى النحل، كما يؤدي إلى استجابات أكثر تشابهًا للروائح المختلفة في الخلايا العصبية اللاحقة الموجودة في الفص بيتا. أظهرت الدراسات المتابعة الحديثة لهذا العمل أن التذبذبات تُنشئ نوافذ تكامل دورية لخلايا كينيون في «الجسم الفطري» للحشرات، بحيث تكون الحسكات الواردة من الفص الهوائي (الشمي) أكثر فعالية في تنشيط خلايا كينيون فقط خلال أطوار محددة من الدورة التذبذبية.
يُعتقد أيضًا أن التذبذبات العصبية تلعب دورًا في الإحساس بالزمن والإدراك الحسي الجسدي. مع ذلك، تشير نتائج حديثة إلى عدم دقة تشبيه وظيفة التذبذبات القشرية الغاما بالساعة البيولوجية.